# Tenualosa toli
Tenualosa toli är en fiskart som först beskrevs av Valenciennes, 1847.  Tenualosa toli ingår i släktet Tenualosa och familjen sillfiskar. Inga underarter finns listade i Catalogue of Life.